# Rejencja kaliska

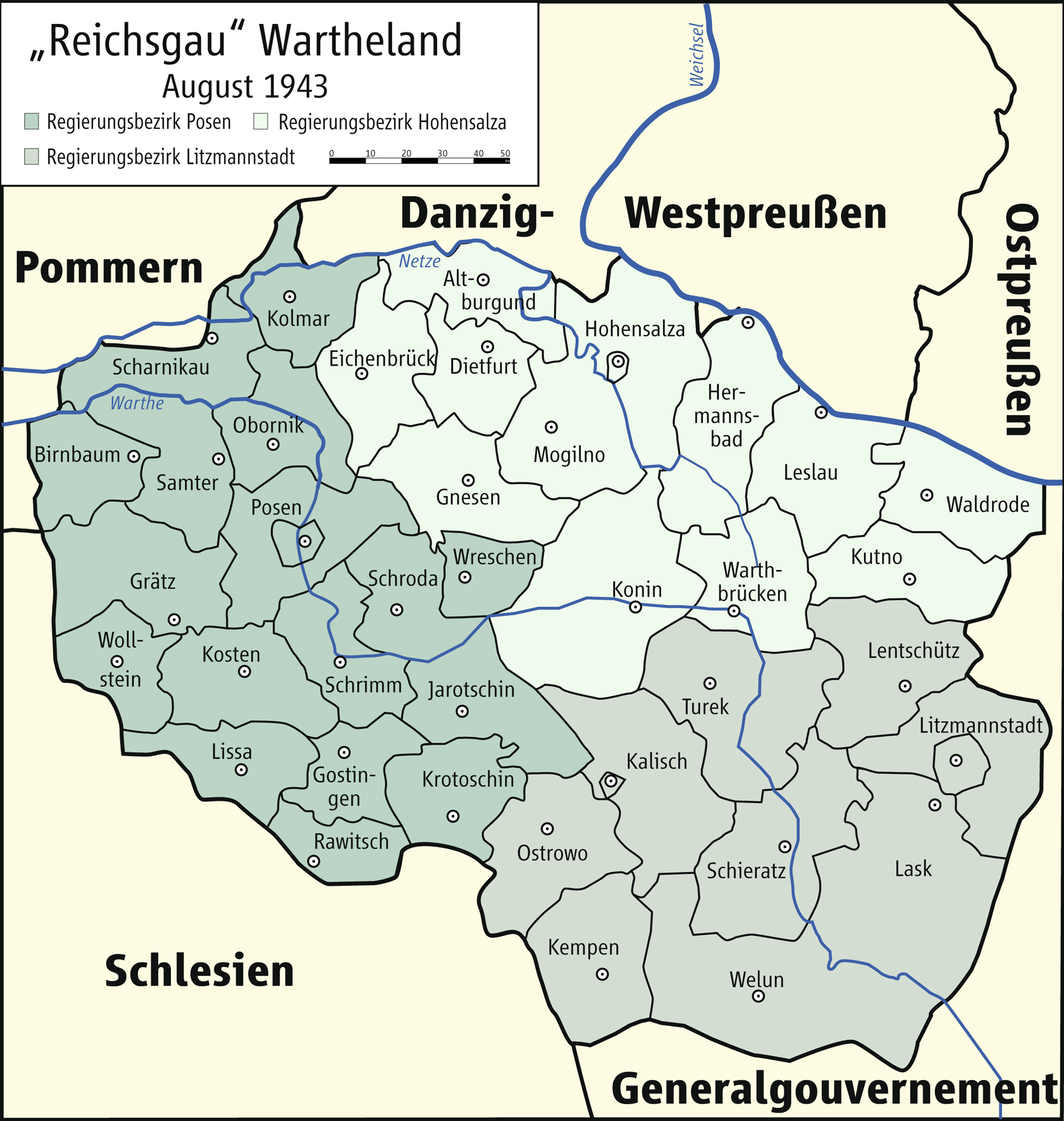
Mapa Kraju Warty z rejencjami i miastami powiatowymi

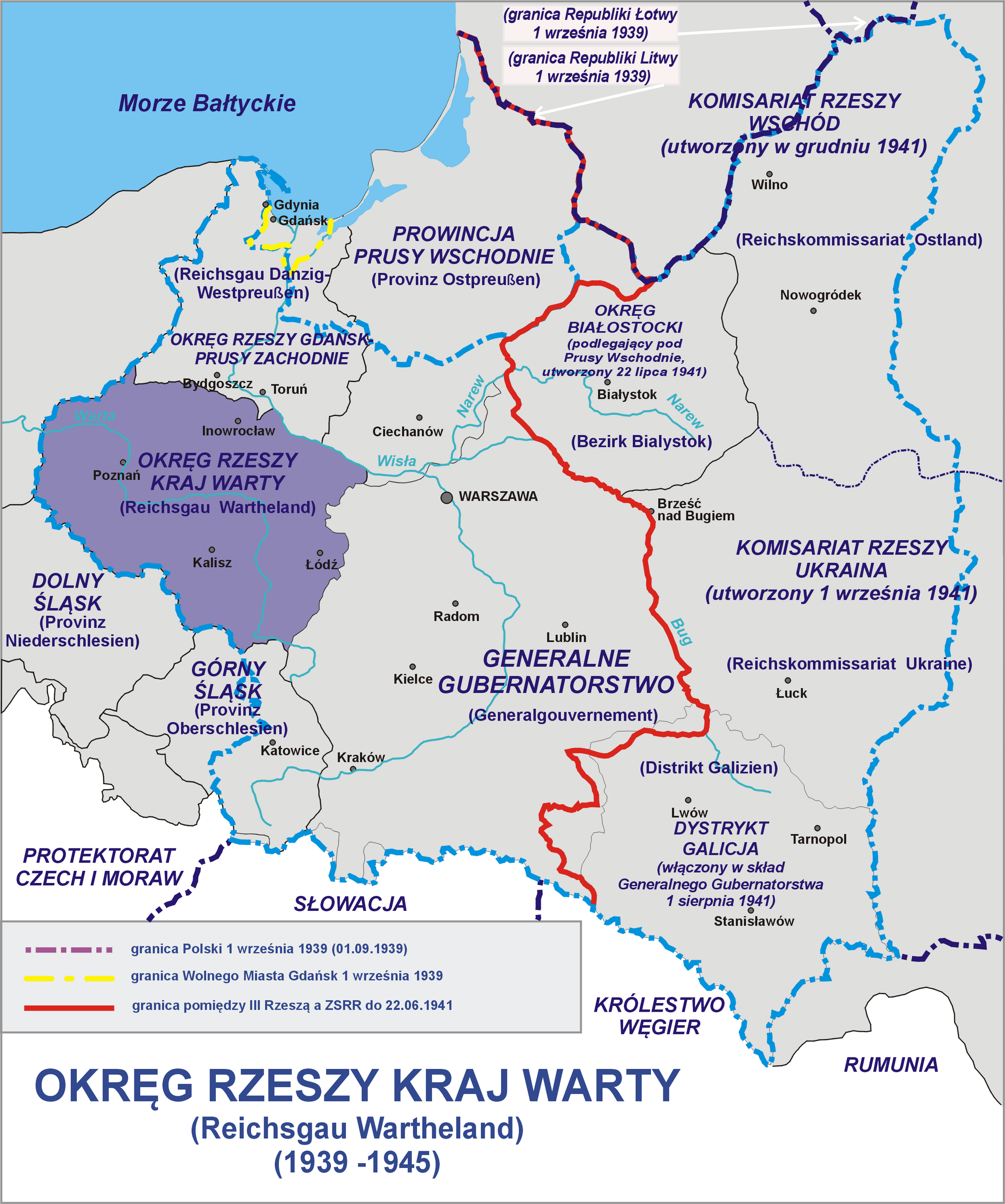
Położenie Kraju Warty względem przedwojennych granic Polski

Rejencja kaliska (niem. Regierungsbezirk Kalisch) – niemiecka jednostka administracyjna istniejąca w latach 1939–1941 jako jedna z rejencji (okręgów) Kraju Warty.

## Historia
Rejencja powstała w 1939, po napaści na Polskę i objęła te tereny województwa łódzkiego, które wcielono do Rzeszy oraz cztery powiaty przedwojennego województwa poznańskiego (kaliski, kępiński, ostrowski i turecki). W styczniu 1940 stolica rejencji przeniesiona została do Łodzi, jednak dopiero w lutym 1941 utworzono rejencję łódzką w miejsce kaliskiej.

## Podział administracyjny
Miasta wydzielone
- Kalisch
- Litzmannstadt

### Powiaty
- Landkreis Kalisch (kaliski)
- Landkreis Kempen (kępiński)
- Landkreis Lask (łaski z siedzibą w Pabianitz) – łącznie ze skrawkiem powiatu piotrkowskiego (Bełchatów)
- Landkreis Lentschütz (łęczycki z siedzibą w Brunnstadt)
- Landkreis Litzmannstadt (łódzki) – łącznie ze skrawkami powiatu brzezińskiego (Brzeziny, Stryków)
- Landkreis Ostrowo (ostrowski)
- Landkreis Schieratz (sieradzki)
- Landkreis Turek (turecki)
- Landkreis Welun (wieluński)